# Aneuryphymus montanus
Aneuryphymus montanus is een rechtvleugelig insect uit de familie veldsprinkhanen (Acrididae). De wetenschappelijke naam van deze soort is voor het eerst geldig gepubliceerd in 1960 door Brown.
1. ↑  (en) Aneuryphymus montanus op de IUCN Red List of Threatened Species.